# Pachamama
Pour les articles homonymes, voir Pachamama (film).

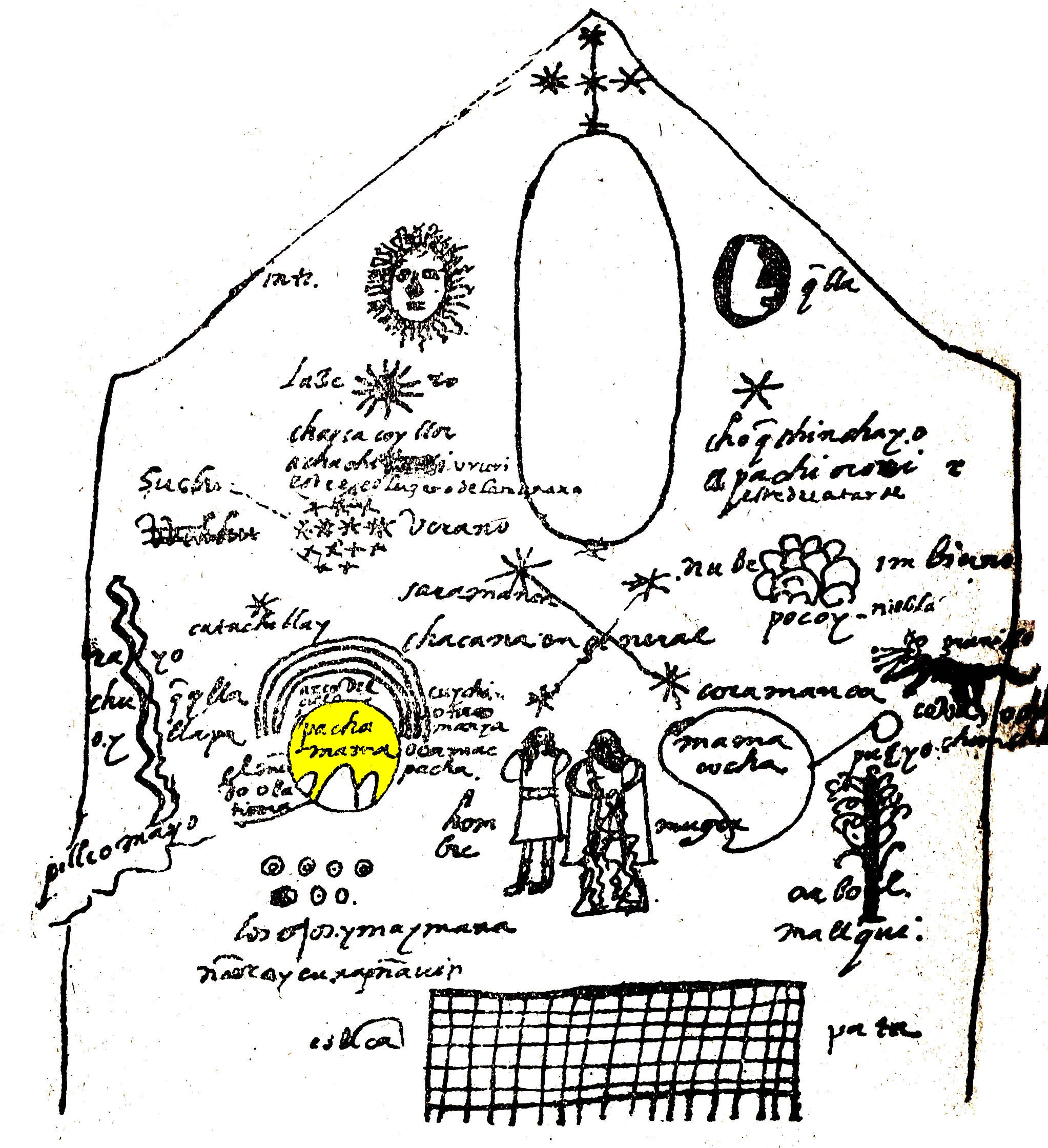
Représentation de Pachamama dans la cosmologie selon Juan de Santa Cruz Pachacuti Yamqui Salcamayhua (1613), d'après une image dans le Temple du Soleil (Qorikancha) à Cusco.

La Pachamama (« Terre-Mère »), issue de dévotions à la fertilité dans la cosmogonie andine, est la déesse-Terre dans certaines cultures syncrétiques présentes essentiellement dans l'espace correspondant à l'ancien empire inca.
La figure de Pachamama est particulièrement forte chez les peuples Aymara et Quetchua, issue d'un culte majeur de la culture pré-inca Tiwanaku en Bolivie et plus ou moins mêlé de christianisme. Elle domine toutes les croyances et les religions naturistes et inspire tous les rites agraires. Elle est invoquée en tant que « patronne » de tout ce qui existe sur et sous la Terre.
Au XXIe siècle, de nombreux peuples autochtones d'Amérique du Sud fondent leurs préoccupations environnementales sur ces anciennes croyances, affirmant que des problèmes surviennent lorsque les gens prélèvent trop sur la nature parce qu'ils prélèvent trop sur la Pachamama.

## Étymologie, histoire et tradition

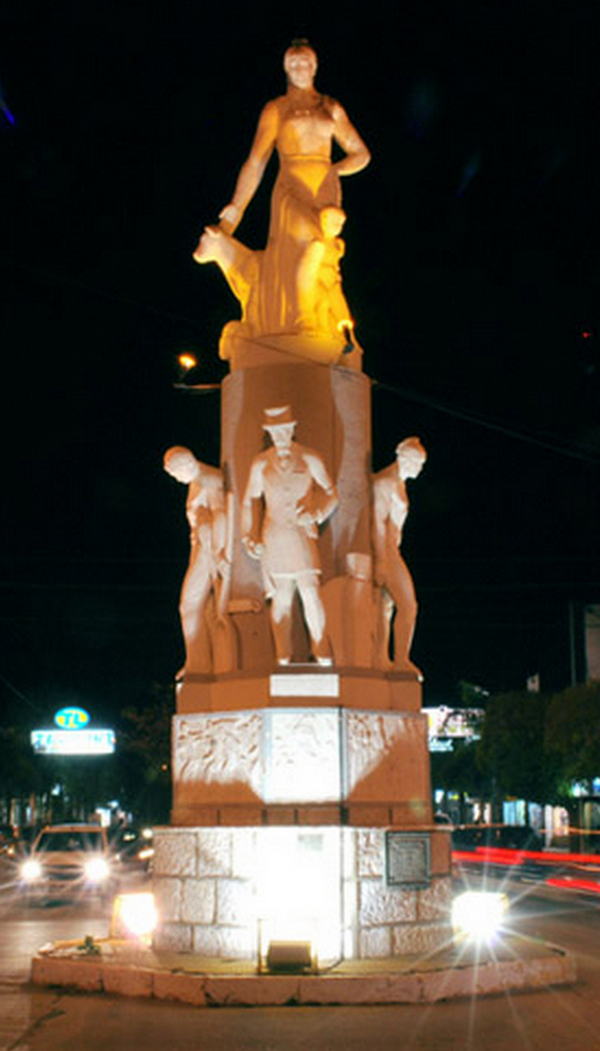
Monument à la Pachamama, statue à Córdoba (Argentine), par Miguel Pablo Borgarello. Elle représente la vision occidentale de la Terre Mère Pachamama.

### Étymologie
- Pacha est un terme en aymara et en quechua qui peut signifier « Terre, monde, Univers, temps, époque »[3].
  - pacha kununuy (« tremblement de terre avec bruit puissant »)[3].
  - pachamit'a (« partie du temps », chacune des quatre saisons qui divisent l'année).
  - pacha k'anchay (« lumière du monde », lumière du Soleil).
- Mama : « mère » (terme d'origine espagnole)

### Histoire

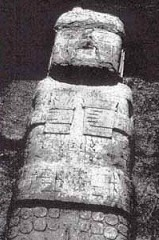
Le monolithe Bennett (ou stèle Pachamama) en Bolivie le jour de sa redécouverte, en juin 1932.

La culture inca ne distingue pas l'espace et le temps ; l'espace-temps est appelé « pacha », en quechua et en aymara,,. Le nom de Pachamama est intimement associé à ce concept. Les Incas réalisaient en l'honneur de la Pacha des sacrifices de vigognes. 
Avec l'arrivée des Espagnols, l'imposition du christianisme et l'influence du métissage, la religion traditionnelle inca a commencé à régresser et à être remplacée par le christianisme, et l'image de la Vierge Marie a été mélangée par syncrétisme à des croyances anciennes pour donner la notion hispano-amérindienne de Pachamama.
La Pachamama est une divinité dont le nom signifie terre ou mère. Il s’agit d’une déesse qui n’est ni bonne ni mauvaise. « La Pachamama, à l’instar de toutes les divinités andines, revêt deux personnalités, l’une généreuse et fertile, l’autre vindicative lorsqu’elle ne reçoit pas son dû. La relation qui s’établit entre elle et les hommes se trouve dans un équilibre si précaire que quelques actions indiscrètes ou gestes équivoques, quelque manquement que ce soit au protocole peut entraîner des représailles de cette divinité. »
Le pape Jean-Paul II, dans deux homélies prononcées au Pérou et en Bolivie, a identifié l'hommage à la Pachamama comme une reconnaissance ancestrale de la providence divine qui préfigurait en quelque sorte une attitude chrétienne envers la création. Le 3 février 1985, il déclare que « ses ancêtres, en rendant hommage à la terre (Mama Pacha), n'ont fait que reconnaître la bonté de Dieu et sa présence bienfaisante, qui leur a fourni de la nourriture à travers la terre qu'ils ont cultivée ».

### Tradition
Actuellement la tradition de l'offrande se maintient et se pratique toujours, principalement dans les communautés quechuas et aymaras, à travers une offrande appelée Challa ou Pago. La Terre-Mère est considérée comme un être vivant. Elle est à la base de tout : êtres vivants, végétaux, minéraux, textile, technologie, etc. Il convient donc de lui faire des cadeaux pour s'attirer ses bonnes grâces. Ainsi, on creuse un trou dans le sol, pour y déposer de la nourriture, de la bière et des feuilles de coca, à l'attention de Pachamama ou la Vierge Marie selon ses croyances.
En 2018, en Équateur, la Pachamama, pour une partie des indigènes, n'est pas une simple métaphore mais l'incarnation d'une relation à la terre. La vie sociale, culturelle et économique s'organise autour de la Pachamama et du bien vivre.

## Rituel de Pachamama

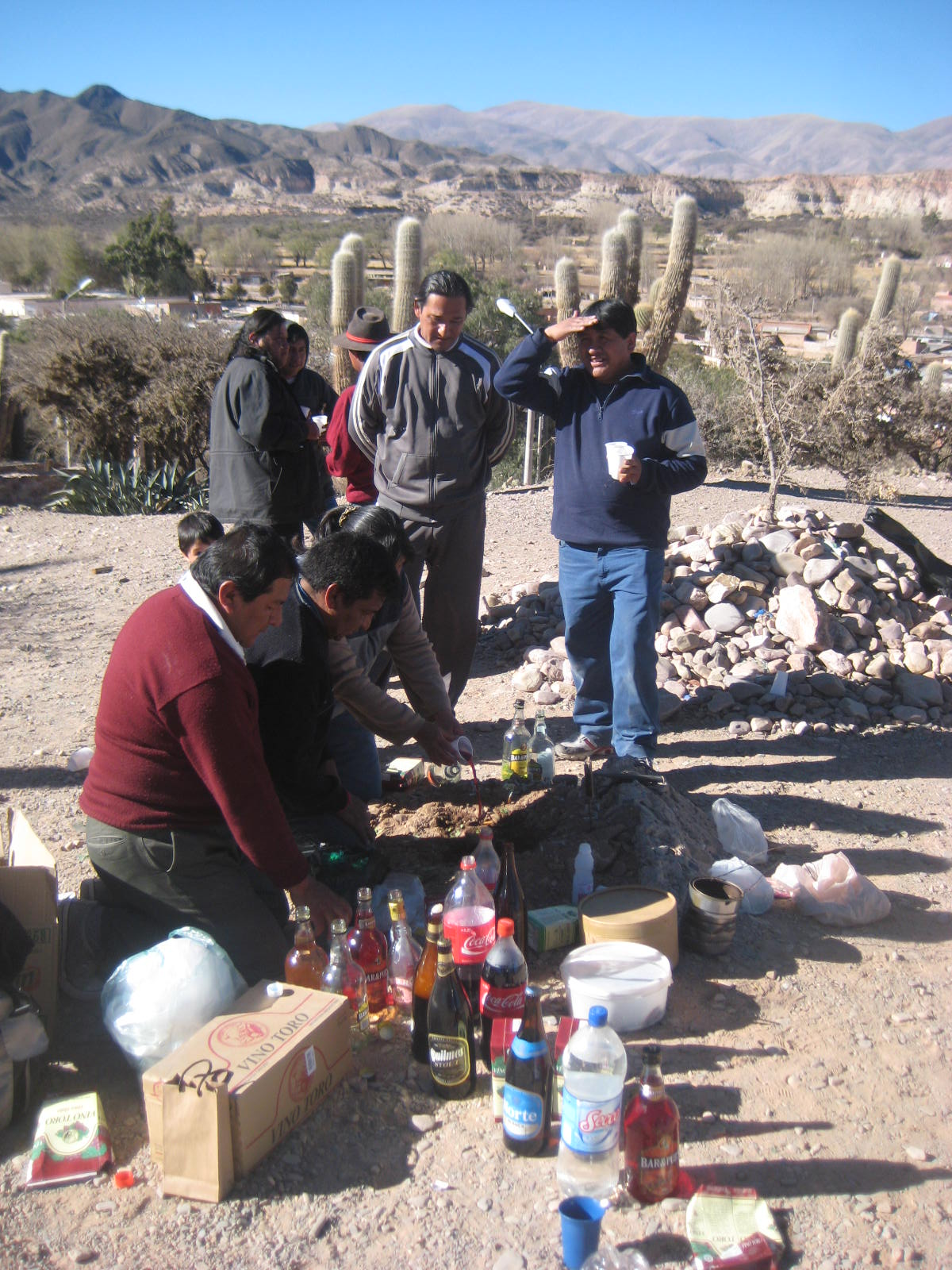
Rituel d'offrande à la Pachamama.

Au nord-ouest de l’Argentine, aux abords de la Bolivie, dans la province de Jujuy (à Humahuaca notamment), le rituel de Pachamama s’effectue durant tout le mois d’août.
Ce rituel s’organise entre tous les membres d’un village. Le lieu choisi est généralement dégagé et au point culminant de la ville. Le rituel de Pachamama vise à remercier la Terre pour les offrandes qu'elle nous a accordées durant l’année passée. On la sollicite également pour que l’année à venir soit fructueuse. La Pachamama est une divinité dont le système sanguin serait l’eau sur la terre. Les gens boivent pour remplacer le liquide qui est perdu.
Tour à tour, les hommes et les femmes creusent un trou, appelé « la Boca », en référence à la bouche de la Terre. Ils considèrent que c’est un canal qui va directement au cœur de la Terre. Une fois la bouche creusée, chacun d’entre eux allume deux cigares qu’ils disposent tout autour de l'orifice. La fumée qui s’en dégage sert à purifier l’environnement et à chasser les mauvais esprits.
Les personnes présentes doivent à leur tour fumer pour montrer qu'elles sont saines. Ensuite, elles remercient la Terre en versant en son centre une eau bénite. Chacune à son tour, elles se mettent à genoux devant la bouche en la nourrissant de céréales, de feuilles de coca et de nombreux alcools dont la chicha (bière de maïs). L’alcool symbolise le fait que grâce à la Terre, l'être humain peut s’amuser et profiter de la vie.
Une fois tout le monde passé et tous les alcools consommés, on nourrit la bouche une dernière fois d’un mélange de purée de maïs puis on la referme, chacun et chacune un petit peu, en priant.
Enfin, les hommes se mettent à jouer de la musique autour de la Boca et tout le monde chante en l’honneur de Pachamama.

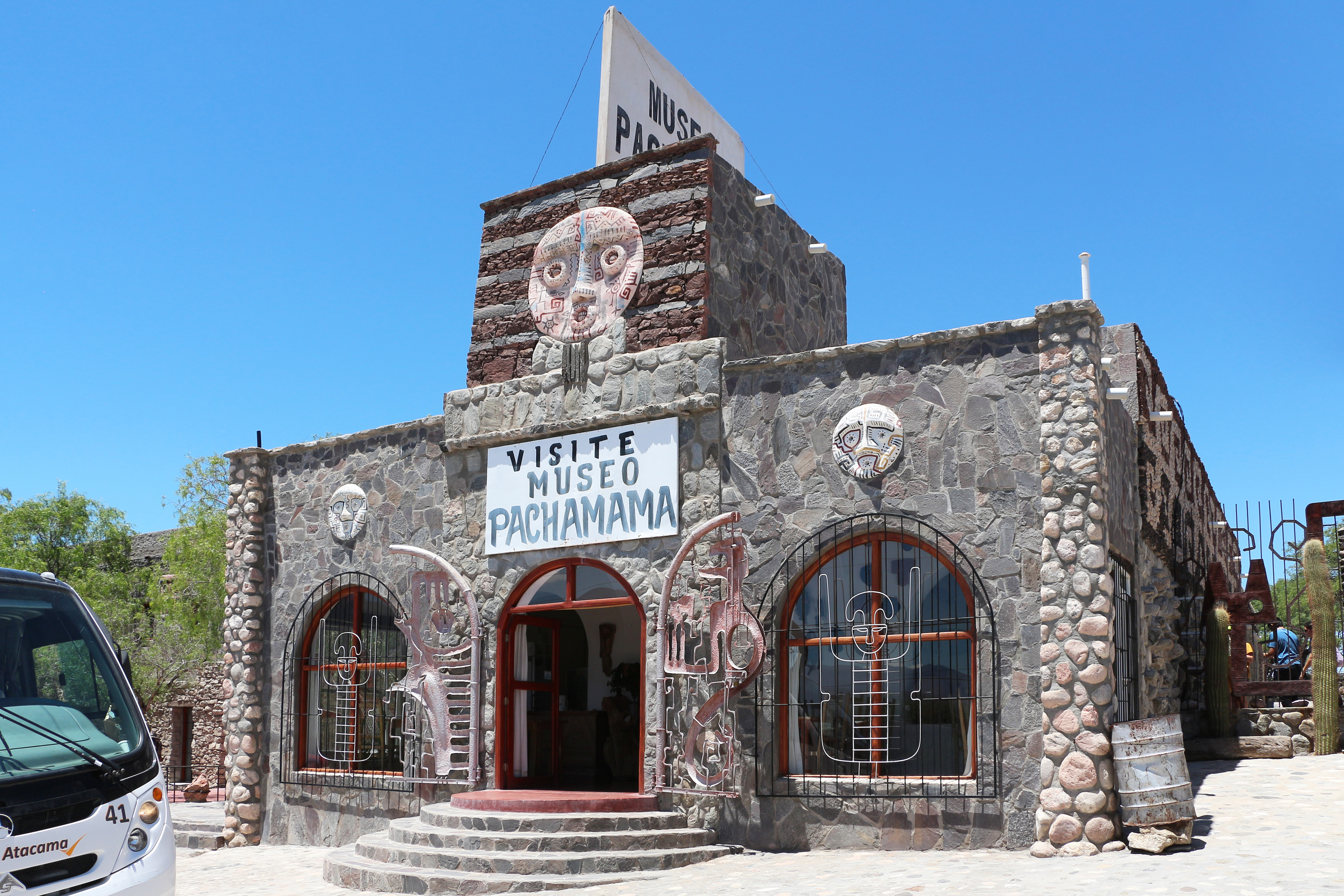
Musée de la Pachamama en Argentine.

## Dans la culture moderne
Le cinéaste argentin Juan Antin réalise en 2018 le film d'animation Pachamama qui évoque directement la déesse-terre.
Le peintre péruvien Braun-Vega présente en 2018 à la Maison de l'UNESCO à Paris son tableau intitulé Le don de la Pachamama pour l'ultime exposition organisée de son vivant, caractéristique des thèmes récurrents de son œuvre.
Keny Arkana a réalisé une chanson intitulée Pachamama en 2008, tirée de l’album Désobéissance.
L'ancien président bolivien Evo Morales a invoqué le nom Pachamama, ainsi que l'utilisation d'un langage et d'un symbolisme qui plaisaient à la population indigène bolivienne, dans des discours tout au long de sa présidence,,.